# Benfica (Fortaleza)
Benfica é um bairro localizado na zona central da cidade de Fortaleza, capital do estado do Ceará, localizada em sua Secretaria Executiva Regional IV. É o bairro que possui duas avenidas de grande movimentação em direção ao Centro da capital: a Avenida Carapinima (onde se localiza um shopping que contém o mesmo nome do bairro) e a Avenida da Universidade (nome herdado da Universidade Federal do Ceará, Também é conhecido por ser o bairro onde se encontra a favela do buraco da gia e diversos becos e vielas em seu interior . Antigamente, toda a área que hoje faz parte do bairro Gentilândia pertenceu ao bairro Benfica, mas, em 2009, essa parte foi desmembrada e virou um bairro independente.
O Bairro Benfica é reconhecido por resguardar um amplo complexo cultural que abriga o Campus do Benfica da Universidade Federal do Ceará – incluindo importantes equipamentos como o Museu de Arte da UFC (MAUC), o Teatro Universitário, a Concha Acústica e Auditório da Reitoria, a Casa Amarela Eusélio Oliveira, a Imprensa Universitária e a Rádio Universitária FM -, além de outras instituições educacionais públicas e privadas, como o Conservatório de Música Alberto Nepomuceno, o Teatro Chico Anysio, a Biblioteca Pública Dolor Barreira, além de feiras, livrarias, praças, igrejas, grupos, coletivos e artistas.

## Corredor Cultural do Benfica
De setembro a dezembro, o projeto Corredor Cultural do Benfica otimiza o uso do aparato cultural da região, em benefício de toda a população, gerando oportunidades no campo social, formativo, econômico, ambiental e criando novos palcos para apresentações artísticas, por meio de uma ampla, diversa e democrática programação cultural. Assim, o Corredor Cultural do Benfica traz programação diversificada voltada para toda a família e repleta de música, dança, teatro, esportes, gastronomia, artes plásticas, feiras e oficinas, dentre outras atividades para várias faixas etárias de público.